# Zinacantepec
Zinacantepec är en kommun i Mexiko.   Den ligger i delstaten Mexiko, i den sydöstra delen av landet, 70 km väster om huvudstaden Mexico City.
Följande samhällen finns i Zinacantepec:
- San Miguel Zinacantepec
- San Antonio Acahualco
- San Juan de las Huertas
- Ejido San Lorenzo Cuauhtenco
- Barrio de México
- Santa Cruz Cuauhtenco
- Conjunto Urbano la Loma I
- El Cóporo
- Santa María del Monte
- La Joya
- San Bartolo el Viejo
- San Bartolo del Llano
- Colonia Ricardo Flores Magón
- El Curtidor
- El Porvenir I
- Loma de San Francisco
- Cerro del Murciélago
- San José Barbabosa
- San Miguel Hojas Anchas
- La Cañada
- Ciendabajo
- La Peñuela
- Recibitas
- Colonia la Virgen
- Los Rosales
- Colonia Dos de Marzo
- Conjunto Urbano Privadas de la Hacienda
- Colonia Praztitlán
- Barrio de la Rosa
- El Kiosco
- El Capón
- Santa Martha
- Colonia Nueva Serratón